# Filip al III-lea al Macedoniei
Filip al III-lea al Macedoniei (n. 359 î.Hr. – d. octombrie 317 î.Hr., Macedonia Antică) a fost rege al Macedoniei de la 11 iunie 323 î.Hr. până la moartea sa în 317 î.Hr. A fost fiul regelui Filip al II-lea  cu Philinna din Larissa și fratele vitreg mai mare al lui Alexandru cel Mare. Numit Arrhidae la naștere, și-a luat numele de Filip la urcarea sa pe tron. 